# Coppergatehjelmen
Coppergatehjelmen (også kendt som Yorkhjelmen) er en angelskaksisk hjelm fra 800-tallet, som blev fundet i York, England. Den blev fundet i 1982 under udgravninger til Jorvik Viking Centre i bunden af et hul, som man mener engang har været en brønd.
Hjelmen er en af i alt seks angelsaksiske hjelme, som er bevaret og fundet, og den absolut best bevarede. Den har samme grundlæggende form som den fundet ved Wollaston (1997), og forbinder dette funder med dem fundet ved Benty Grange (1848), Sutton Hoo (1939), Shorwell (2004) and Staffordshire (2009), og er en type af hjelme med kam, som var udbredte i England og Skandinavien fra 500-tallet til 1000-tallet.
Den er i dag udstillet på Yorkshire Museum.